# لوئیس سانتامارینا
لوئیس سانتامارینا (اسپانیایی: Luis Santamarina‎; ۲۶ ژوئن ۱۹۴۲ – ۶ فوریهٔ ۲۰۱۷) دوچرخه‌سوار اهل اسپانیا بود. وی در بازی‌های المپیک تابستانی ۱۹۶۴ شرکت کرده است.